# Robert Kreis
Robert Kreis (Bandung, 10 mei 1949) is een Nederlands cabaretier. In de jaren zeventig trad hij op in de slapstick-filmpjes van Kwistig met muziek. Hij werkte als tekstschrijver met artiesten als Wieteke van Dort en Willem Nijholt; met de laatste was hij ook programmamaker. Sinds 1979 treedt hij vooral op in Duitsland met cabaret-revue uit de jaren twintig.

## Biografie
Kreis werd geboren op West-Java en leerde al op jonge leeftijd pianospelen van zijn oma, die jazzpianiste en bandleidster was op luxe lijnschepen. Hij kwam naar Nederland toen hij zeven jaar oud was. Na zijn middelbare school speelde hij zelf twee jaar lang als pianist op cruiseschepen. Vervolgens studeerde hij twee jaar lang aan de Haagse Academie voor Podiumvorming, waar hij les kreeg van bekende Nederlanders als Sigrid Koetse, Bob de Lange en Albert Vogel.
In 1971 werkte hij voor Peter Stoops en in november 1972 begon hij met zijn Robert Kreis' Eenmanscabaret. Daarnaast schreef hij teksten voor zichzelf en voor andere artiesten. Hij schreef veel voor de De Late Late Lien Show van Wieteke van Dort. Verder schreef hij voor Willem Nijholt met wie hij ook programma's maakte. In 1975 ging hij op tournee door zijn geboorteland met zijn Indonesischtalige programma Polichinelle. Bij terugkomst werkte hij met Marjol Flore en daarnaast trad hij op in radio- en televisieprogramma's, als onder meer in Café Chantant en in de slapstick-filmpjes van Kwistig met muziek.
Kreis was in die tijd al een verzamelaar van Europese cabaretliedjes uit de eerste vier decennia van de 20e eeuw. Hij had ook altijd Duitse elementen in zijn theaterprogramma's en om die reden vroeg Ton van Londen hem aan het eind van 1977 of hij met hem mee ging naar Duitsland. Die stap nam hij aan het eind van 1979, met Van Londen sindsdien als zijn manager. De Süddeutsche Zeitung schreef na zijn eerste optreden een recensie van vier regels die zo lovend was, dat Kreis sindsdien vrijwel uitsluitend in Duitsland is blijven optreden. Hij treedt daar op in het hele land en gaf gedurende de eerste vijfentwintig jaar meer dan 220 voorstellingen jaarlijks. Daarnaast wordt hij gevraagd voor praatprogramma's op Duitse televisiezenders.
Naast zijn optredens in Duitsland ging hij als artiest mee op meer dan twintig langdurige zeereizen op grote lijnschepen. Hij woonde aanvankelijk in Den Haag en verhuisde uiteindelijk in 2008 naar Berlijn.